# Institut de l'élevage
 (décembre 2015).
L’Institut de l'élevage est un institut de recherche appliquée et de développement, membre de l'Association de coordination technique agricole (ACTA). Constitué sous la forme d'une association loi de 1901, sa vocation est d'améliorer la compétitivité des élevages herbivores et de leurs filières. Ses travaux apportent des solutions techniques aux éleveurs de bovins, ovins, caprins, équins et aux acteurs économiques de leurs filières. 
Sa principale source de financement est le compte d’affectation spéciale pour le développement agricole et rural (Casdar), un fonds alimenté par la taxe sur le chiffre d'affaires des exploitants agricoles. 

## Historique
L'Institut de l’élevage est issu de la fusion, en 1991-1992, de l'Institut technique de l’élevage bovin (ITEB), créé en 1962, et de l'Institut technique de l’élevage ovin et caprin (ITOVIC), créé en 1968.
Ses bureaux sont situés depuis 1972 à la Maison nationale des éleveurs, rue de Bercy (Paris) et depuis 2010-2011, l'acronyme officiel IDELE désigne l'Institut de l’élevage.

## Domaines d'expertise[6]
- Génétique[7]
- Techniques d'élevage
- Environnement
- Santé
- Bien-être animal
- Qualité des produits
- Économie des filières et de l'exploitation

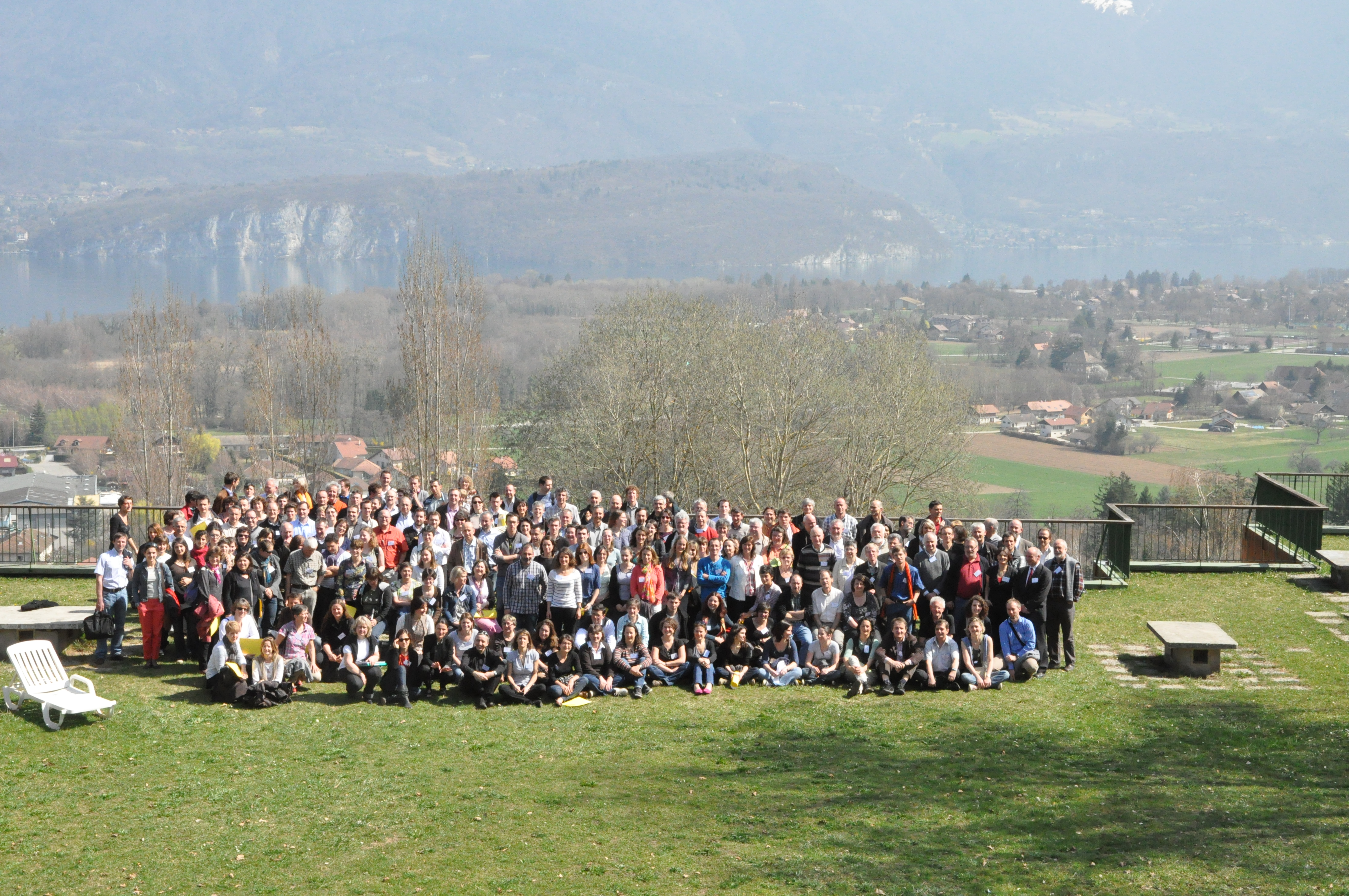
Salariés de l'Institut de l'élevage réunis à Annecy

- Systèmes d'élevage
- Métier d’éleveur
- Systèmes d'informations
- Coopération internationale

## Organisation
- Département Génétique & Phénotypes
- Département Techniques d’élevage & environnement
- Département Santé, bien-être et qualité des produits
- Département Économies des filières & de l’exploitation
- Département Métiers d’éleveurs & société
- Domaine transversal Systèmes d’information et traitement de données
- Domaine transversal approche globale et systémique des systèmes d’élevage et des filières
- Domaine transversal rayonnement des expertises et actions à l’international

## Moyens
L’Institut de l’élevage emploie environ 300 personnes dont 250 ingénieurs et techniciens. Un tiers du personnel est basé au siège à Paris, les deux autres tiers sont répartis sur l’ensemble du territoire national dans les 11 sites régionaux et les 13 fermes expérimentales.

## Évolutions, perspectives
L'Institut a élargi son champ d'intérêt aux effets du changement climatique à l'adaptation à ce changement, notamment en développant un outil baptisé CAP’2ER (Calcul automatisé des performances environnementales en élevage de ruminants), mis en ligne, pour évaluer les émissions des GES des élevages laitiers et ovins, par atelier (bovin lait, bovin viande, ovin viande). Cet outil, notamment basé sur l’alimentation, la fertilisation et valorisation des déjections dans ou hors de l'exploitation, servira aussi à mieux calculer l'empreinte environnementale des produits des élevages de ruminants (lait, viande) et pourrait être intégré dans certains calculs de compensation carbone.